# Jean Vinatier (pilote automobile)
Pour les articles homonymes, voir Jean Vinatier.
Jean Vinatier Jr. (dit Jeannot l'Alpin pour ses victoires dans la Coupe des Alpes) est un pilote de rallye automobile français né le 25 novembre 1933 à Ivry-sur-Seine.

## Carrière
Son père, également prénommé Jean (1890-1971), était déjà présent lors des 24 Heures du Mans 1950 sur Renault 4CV et avait obtenu avant-guerre une quatrième place au Grand Prix de Lyon des Voiturettes en 1929.
Lui-même commença sa carrière de pilote à vingt ans à peine, sur la 4CV pilotée par son père trois ans plus tôt, lors du rallye de Sablé-Solesmes. Après avoir remporté sa catégorie au Bol d'or sur la barquette 2CV de Pierre Barbot, il participa cette même année, sur Citroën 2CV fourgonnette, au premier tour d’Afrique automobile jamais effectué, soit près de 40 000 kilomètres en près de six mois, raid accompli par trois 2CV fourgonnettes ; mais son nom reste de nos jours étroitement lié à celui d'Alpine (entre 1964 à 1971, après avoir couru sur Monopole, DB, Abarth et Ford), marque avec laquelle il décrocha le titre de champion de France des rallyes en 1969, mais aussi quelques podiums sur des épreuves internationales.
Après de prometteuses victoires au Nürburgring et en courses de côte, il a notamment inscrit à son palmarès le Tour de Corse en 1964, alors qu'il avait été le pilote-essayeur de la Renault 8 Gordini. Il a aussi participé à des compétitions sur circuit telles les 24 Heures du Mans entre 1958 et 1973, principalement pour la marque Alpine (8e en 1968 sur Alpine A220).
Il a remporté la Coupe d'Argent (1969) puis la Coupe d'Or (1971) à la Coupe des Alpes, ainsi que trois Critériums des Cévennes en quatre ans.
En 1972, il devint pilote et chef du service compétition de Ford-France, sa dernière course régulière ayant lieu lors du Tour auto 1973. De 1977 à 1980 il gère le service compétition de Fiat-France, ayant notamment alors en charge les véhicules de Jean-Claude Andruet et de Michèle Mouton.
En 1999, il participe encore au 67e Rallye Monte-Carlo avec Georges Houel sur Subaru Vivio.
Désormais, Jean Vinatier fait partie du bureau de la FFSA, chargé de résoudre les problèmes techniques.

## Palmarès

### Titre
- Champion de France des rallyes : 1969 (Alpine A110 1400).
  - Vice-champion de France des rallyes : 1968 (Alpine A110).

### Raids et Rallye-raids

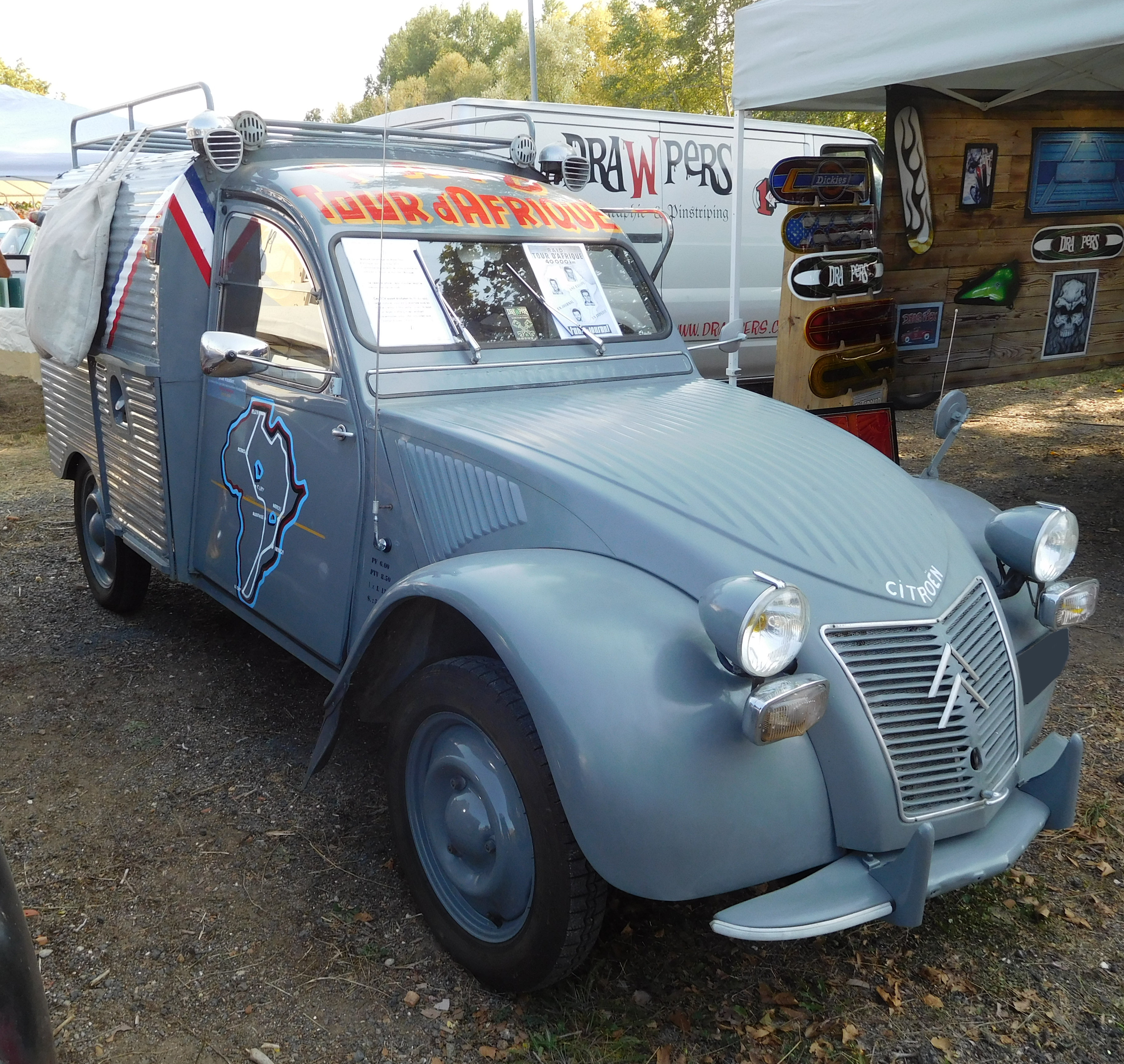
Citroën 2CV fourgonnette, voiture hommage au Raid Tour d'Afrique (1953-54).

- Première traversée motorisée dans le sens est-ouest de l'Afrique en 1953-54 (en Citroën 2CV fourgonnette)[5].
- 3e du Rallye Alger-Centrafrique (5e et dernière édition du Rallye Méditerranée-Le Cap) : 1961 (et premier Français), avec Paul Frère sur Citroen ID19 (quatrième Gendebien et Bianchi sur le même véhicule)[6].

### Copilote (rallyes)
- Rallye de Lorraine-Alsace : 1957 (avec Bernard Consten, sur Alfa Romeo).

### Nürburgring (circuit)
- Catégorie 850 cm3 en 1960 sur DB (1 000 kilomètres).
- Catégorie 700 cm3 en 1960 sur Fiat-Abarth Zagaro (500 kilomètres).
- Victoire absolue en 1960 sur Fiat-Abarth Zagaro aux 500 kilomètres du Nürburgring.
- Catégorie P1.0 en 1962 sur René Bonnet Djet (1 000 kilomètres).

### Courses de côte
- Course de côte du Mont-Dore en 1962, sur Alpine-Gordini 4 cylindres 1150[7].
- Course de côte de Chamrousse en 1964, sur Alpine-Renault 3-1 F2.
- Course de côte d'Urcy en 1965, sur Alpine F2[8].
- Course de côte des Andelys en 1965, sur Alpine F2.

### Pilote (rallyes)
- Tour de Corse : 1964 (coéquipier Roger Masson, sur Renault 8 Gordini 1100).
- Rallye Lyon-Charbonnières : 1965 (copilote François Hoffman, sur Renault 8 Gordini 1100).
- Critérium des Cévennes : 1966 (copilote Michel Gauvain, sur  Alpine A110 1470).
- Rallye Vercors-Vivarais : 1968 (copilote Marcel Callewaert, sur Alpine A110 1600), 1969 (copilote Jean-François Jacob, sur Alpine A110 1600 proto), et 1970 (sur Alpine A110 1600 proto).
- Critérium des Cévennes : 1968 (copilote Jean-François Jacob, sur Alpine A110 1470).
- Coupe des Alpes : 1968 (copilote Jean-François Jacob, sur Alpine A110 no 57 4839 GG 76).
- Rallye Vltava (Moldau) de Tchécoslovaquie : 1968 sur Alpine A110.
- Rallye des Routes du Nord : 1969 (copilote Marcel Callewaert, sur Alpine Renault A110 1600 no 10).
- Rallye Lyon-Charbonnières : 1969 (copilote Marcel Callewaert, sur Alpine A110 1440 no 4).
- Coupe des Alpes : 1969 (copilote : Jean-François Jacob, sur Alpine A110 1440 no 25 7907 GL 76).
- Critérium des Cévennes : 1969 (copilote Jean-François Jacob, sur  Alpine A110 1600 no 126).
- Coupe des Alpes : 1971 (copilote Lucette Pointet, sur Alpine A110) ; l'édition 1970 n'ayant pas eu lieu, il remporte la Coupe d'Or pour ses trois participations successives sans pénalisation dans cette épreuve.
  - 2e de la coupe des Alpes : 1963 (sur Ford).
  - 2e du rallye du Danube : 1967 (sur Renault 8 Gordini).
  - 2e du rallye Neige et glace : 1969 (sur Alpine A110 1400).
  - 2e du critérium alpin : 1969 (sur Alpine A110).
  - 2e à la ronde cévenole : 1969 (pilote seul), sur Alpine A110 no 75).
  - 2e du rallye de Lorraine : 1969 (sur Alpine A110 1600).
  - 2e du rallye des Trois Cîtés (Munich-Vienne-Budapest) : 1969, sur Alpine A110.
  - 2e du rallye de l'Acropole : 1970 (copilote l'Anglais David Stone, sur Alpine A110 1600).
  - 3e du rallye international Alger-Bangui-Alger : 1961 (janvier) avec Paul Frère alors en fin de carrière, sur ID 19.
  - 3e du rallye Monte-Carlo : 1969 (copilote Jean-François Jacob, sur Alpine A110 1300 no 26, et 1er de classe 3).
  - 3e du rallye Sanremo : 1970 (copilote Jean-François Jacob, sur Alpine A110 1600).
  - 3e du Tour de France automobile : 1972, et vainqueur du groupe 2 (copilote Pierre Thimonier, sur Ford Capri 2600 RS.

### Le Mans (24 Heures)
(14 participations de 1958 à 1973 dont 6 sur Alpine ; 8e en 1968 avec André de Cortanze.)
- Catégorie P1.6 en 1967 (avec Mauro Bianchi sur A210, 13e au général).

### Divers
- Grand Prix de Nogaro en 1963 (sur Lotus 27 Ford/Cosworth, en Formule Junior).